# Teletón 2021 (Perú)
La Teletón Perú de 2021, cuyo lema es En mi fuerza, estás tú, es la vigésimo novena edición de dicho evento solidario que se realiza en Perú desde 1981, buscando recaudar fondos para la rehabilitación infantil de niños con discapacidad motriz que se atienden en la Orden Hospitalaria San Juan de Dios del Perú. La actividad se realizó el día 6 de noviembre de 2021 y tuvo como sede el teatro de Plaza Norte en Lima, fue transmitida por las cadenas Latina, América, Panamericana, ATV y Global. A diferencia de años anteriores, esta edición de la Teletón no contó con una meta fija para alcanzar. Se transmitió desde las 11 A.M hasta las 10 P.M con 11 horas de duración de esta edición de la Teletón. La emisora principal fue América Televisión como en la edición anterior de la Teletón que se realizó el 8 y 9 de noviembre de 2019. La edición logró recaudar S/ 6 004 614.

## Lanzamiento
El 29 de septiembre de 2021 se anunció la 29ª edición de la Teletón, programada para el día sábado 6 de noviembre.

## Transmisión
La transmisión del evento se realizó en conjunto por todos los canales de televisión de señal abierta.
| Canal                   | Grupo                                |
| ----------------------- | ------------------------------------ |
| Latina Televisión       | Grupo Enfoca                         |
| América Televisión      | Grupo Plural TV                      |
| Panamericana Televisión | Panamericana Televisión Inversiones. |
| Andina de Televisión    | Grupo ATV                            |
| Global Televisión       | Grupo ATV                            |

## Recaudación

### Cómputos
| Hora  | Monto en Soles | Monto en Dólares |
| ----- | -------------- | ---------------- |
| 11:17 | S/ 915         | US$ 228          |
| 13:07 | S/ 1 590 599   | US$ 395 956      |
| 14:28 | S/ 1 920 373   | US$ 478 060      |
| 15:09 | S/ 2 130 062   | US$ 530 261      |
| 17:00 | S/ 3 059 633   | US$ 761 669      |
| 18:58 | S/ 4 327 592   | US$ 1 077 317    |
| 19:59 | S/ 4 841 792   | US$ 1 205 322    |
| 21:18 | S/ 5 409 486   | US$ 1 346 645    |
| 21:59 | S/ 6 004 614   | US$ 1 494 797    |

#### Auspiciadores
| Empresa | Empresa                   |
| ------- | ------------------------- |
|         | Banco de Crédito del Perú |
|         | Plaza Vea                 |
|         | Promart Homecenter        |